# 新乌科洛沃农村居民点
新乌科洛沃农村居民点（俄语：Новоуколовское сельское поселение）是俄罗斯联邦别尔哥罗德州克拉斯诺耶区所属的一个农村居民点。其下辖有7个居民点，行政中心为新乌科洛沃。据2016年统计，该农村居民点的人口为2328人。